# Círculo de Mopti
Mopti es una subdivisión administrativa (cercle o círculo) de la región de Mopti, en Malí. En abril de 2009 tenía una población censada de 368 905 habitantes y estaba formada por las siguientes comunas o municipios, que se muestran igualmente con población de abril de 2009:
- Bassirou 1,718
- Borondougou 8,070
- Dialloubé 30,948
- Fatoma 14,910
- Konna 36,790
- Korombana 29,741
- Koubaye 6,571
- Kounari 15,487
- Mopti 120,786
- Ouro Modi 3,328
- Ouroubé Douddé 12,224
- Sasalbé 5,996
- Sio 24,130
- Socoura 36,983
- Soye 21,223[1]